# Позначення Флемстида
Позначення Флемстіда — поєднання номера та назви сузір'я, що ідентифікує більшість зір, які можна побачити неозброєним оком у сучасних сузір'ях, видимих з південної Англії.

## Опис
Позначення Флемстіда для зір схожі на позначення Байєра, за винятком того, що замість римських та грецьких літер застосовано числові номери. Кожна зоря позначена порядковим номером та латинською назвою сузір'я (у родовому відмінку), до якого вона належала. Флемстід позначив таким чином 2554 зорі. Номери у межах кожного сузір'я були в порядку зростання прямого піднесення, але через вплив прецесії вони зараз подекуди не відповідають цьому принципу.
Цей спосіб позначення зір вперше з'явився у попередній версії «Historia Coelestis Britannica» Джона Флемстида, опублікованій Едмондом Галлеєм і Ісааком Ньютоном 1712 року без затвердження Флемстидом. Остаточний варіант каталогу Флемстида, виданий у 1725 році після його смерті, взагалі опускав цифрові позначення. Числа, якими ми зараз користуємося, були призначені зорям французьким астрономом Жозефом де Лаландом і з'явилися в альманасі 1783 р. «Éphémérides де mouvemens célestes», який включав переглянуте видання каталогу Флемстида. У своєму вступі до альманаху Лаланд зазначив, що він взяв ідею з неофіційного видання 1712 р.
Позначення Флемстіда набули популярності протягом вісімнадцятого століття, а зараз часто застосовуються, коли для зорі немає позначення Баєра. Позначення Байєра з грецькими літерами більш поширені, однак нумерації Флемстіда зазвичай надають перевагу перед позначеннями Баєра з римськими літерами. Приклади відомих зір, які зазвичай називають за Флемстідом, включають 51 Пегаса і 61 Лебедя. Позначення Флемстіда часто застосовують замість позначень Баєра, якщо останнє містить додаткову цифру; наприклад, «55 Рака» більш уживане, ніж «ρ1 Рака».
Деякі зорі Флемстід позначив сузір'ям, до якого вони зараз не належать (наприклад, 10 Великої Ведмедиці розташована в сузір'ї Рисі). Це сталося через те, що сучасні межі сузір'їв було визначено лише на початку 20 сторіччя й подекуди їх було змінено (у порівнянні з часами Флемстіда). Подібні позначення є й у Байєра.
Каталог Флемстида охоплює лише зорі, які видно з Великої Британії, і тому зорі далеких південних сузір'їв не мають номерів Флемстіда. Деякі зорі, такі як розташована неподалік 82 Ерідана, отримали схожі позначення у великому каталозі південної півкулі «Uranometria Argentina»  авторства Бенджаміна Гулда; але вони є позначеннями Гулда, а не Флемстида, зазвичай їх відрізняють зазначенням латинської літери G, як у 82 G. Ерідана. За винятком декількох випадків, позначення Гулда не мають широкого вжитку. Позначення інших астрономів, схожі на позначення Флемстида, теж здебільшого не набули поширення (однак відомий виняток становить 47 Тукана з каталогу Боде.)
Деякі записи в каталозі Флемстида були помилковими: наприклад, 1690 року Флемстид спостерігав Уран, але не впізнав його (як планету) і вніс до свого каталога як зорю з позначенням «34 Тельця».

## Список сузір'їв, в яких застосовуються позначення Флемстида
Є 52 сузір'я, в яких застосовують позначення Флемстида (самі зорі перераховані у списках для відповідного сузір'я):
- Андромеда
- Водолій
- Орел
- Овен
- Візничий
- Волопас
- Жирафа
- Рак
- Гончі Пси
- Великий Пес
- Малий Пес
- Козоріг
- Кассіопея
- Цефей
- Кит
- Волосся Вероніки
- Північна Корона
- Ворон
- Чаша
- Лебідь
- Дельфін
- Дракон
- Малий Кінь
- Ерідан
- Близнята
- Геркулес
- Гідра
- Ящірка
- Лев
- Малий Лев
- Заєць
- Терези
- Рись
- Ліра
- Єдиноріг
- Змієносець
- Оріон
- Пегас
- Персей
- Риби
- Південна Риба
- Стріла
- Стрілець
- Скорпіон
- Змія
- Секстант
- Телець
- Трикутник
- Велика Ведмедиця
- Мала Ведмедиця
- Діва
- Лисичка